# Ona Mediterrània
Ona Mediterrània és una ràdio que neix amb l'objectiu d'omplir el buit radiofònic en català a les Illes Balears després dels tancaments de Som Ràdio (2003) i Ona Mallorca (2012). A Mallorca es pot escoltar al 88.8 de l'FM i per internet. L'actual director de la cadena és Tomeu Martí i Florit.
El projecte ha estat impulsat per l'Obra Cultural Balear i l'Associació Voltor. El seu finançament es fonamenta en l'accionariat popular, oferint dos tipus d'accions: una adreçada a persones, empreses o entitats amb dret al repartiment de dividends però sense dret a decidir en la línia editorial. I l'altre tipus d'accions, adquirides totes per l'Associació Voltor, que les cedeix a quinze persones destacades del món cultural, l'art, la docència, el periodisme, entre d'altres. Aquestes persones formaran part del consell assessor que marcarà la línia estratègica de l'emissora en continguts i funcionament. D'aquesta manera es pretén evitar la intervenció de grans grups inversors que poguessin canviar significativament els objectius pel qual fou creada.
L'emissora es presenta amb una graella de 19 programes, dels quals 13 són propis i sis en col·laboració amb la Xarxa de Comunicació Local, on predomina la informació de proximitat i, especialment, els espais culturals. Entre els seus programes en destaquen la recuperació del programa "El crepuscle encén estels" de Pere Estelrich retirat de la programació d'IB3 Ràdio l'any 2013. També s'hi emet el magazín diari "La Vila del Pingüí", programes temàtics com "L'Àgora de Can Alcover", "Ràdio Jazz Cafè", "Es Jai de Sa Barraqueta", "Fórmula Ona", "El Mètode Emprenedor", "Ona Clàssica", "Mallorca en Xarxa", "Rap és un peix" o "Canya i Tralla en Català",  "Amics abres", "Actualicat", "Club de Country", "Compinya de Volta Verda" entre d'altres.